# 에이만
에이만(永万(永萬), えいまん)은 일본의 연호(元号) 중 하나이다.
- 전후 : 조칸(長寛) 이후 - 닌난(仁安) 이전.
- 시기 : 1165년 ~ 1166년
- 천황 : 니조 천황, 로쿠조 천황

## 개원(改元)
- 조칸 3년 6월 5일(율리우스력 1165년 7월 14일), 니죠 천황의 병을 이유로 개원.
- 에이만 2년 8월 27일(율리우스력 1166년 9월 23일), 닌난으로 개원된다.

## 출전
『한서·왕포전』의 「休徴自至、寿考無疆、雍容垂拱、永永万年」.

## 서력과의 대조표
| 에이만 | 원년   | 2년    |
| ------ | ------ | ------ |
| 서력   | 1165년 | 1166년 |
| 간지   | 을유   | 병술   |

## 같이 보기
- 일본의 연호 일람

| 이전 조칸 | 일본의 연호 1165년 ~ 1166년 | 다음 닌난 |